# Vaixell de passatgers

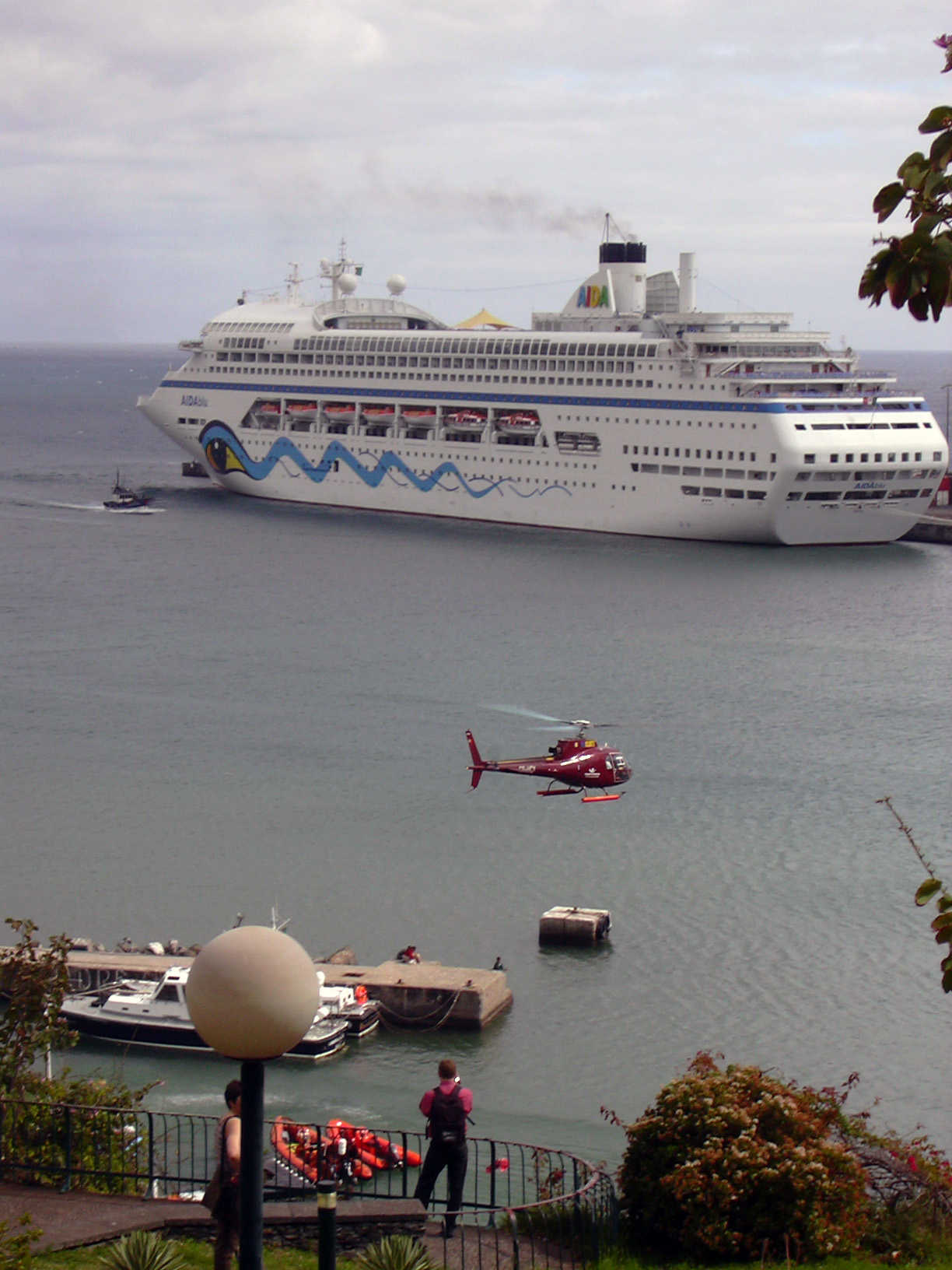
Vaixell de passatgers davant les costes de Madeira.

Un vaixell de passatgers és una nau dissenyada per al transport de passatgers. S'hi poden classificar els transbordadors, que formen una baula en la xarxa de transport, per travessar aigües on no hi ha cap pont des d'un pocs metres a centenars de quilòmetres. S'hi han afegit des de la darreria del segle xix els vaixells transàtlantics que transportaven els europeus que emigraven a Amèrica. Més recents són els creuers de riu o de mar, que ofreixen viatges de lleure.

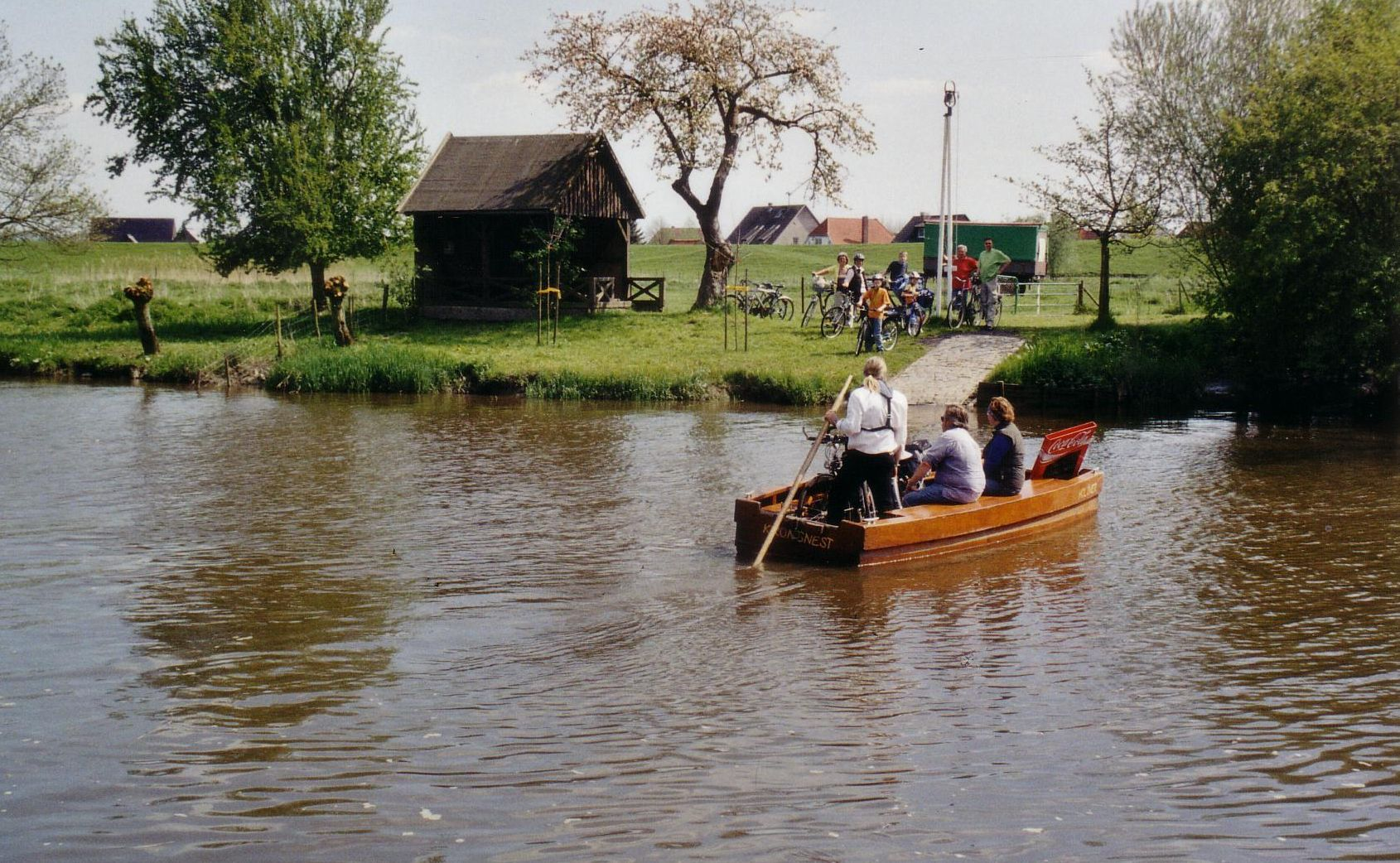
Un transbordador fluvial: el Pas de barca de Kronsnest en servei des de 1576

El transport de persones amb vaixells té antecedents molt antics i fins a l'era moderna, era sovint un transport mixt amb el transport de mercaderies o militar. Només a la darreria del segle xix va començar l'era daurada dels transatlàntics, especialitzat en el transport de persones. Aquesta activitat va decaure després de la segona guerra mundial, quan l'aviació civil va començar a oferir una alternativa més ràpida.

## Turisme de creuers
Ja el 1844 el navielier britànic P&O va oferir els primers curts viatges de lleure cap a Gibraltar i Malta. El 1891 el navilier alemany Albert Ballin (1857-1918) va intentar rentabilitzar el vaixell de vapor transàtlantic Augusta Victoria amb viatges de lleure al mediterrani, un producte de luxe, quan poca gent reservava per travessar l'oceà agitat per tempestes i mar agitada.
El turisme de masses en creuers s'ha desenvolupat molt des de la darreria del segle xx. Aquesta indústria manté centenars de milers de llocs de treball directes i indirectes en diferents països. Des del disseny dels vaixells, la construcció en drassanes, la tripulació, l'aprovisionament dels vaixells, les empreses de manteniment, el personal en els ports d'escala, les empreses comercialitzadores dels creuers, etc. És un mercat molt desenvolupat a Europa i Nord-amèrica, però és una indústria molt contaminant amb condicions de treball precàries, com que el personal sol ser immatriculat en països amb poca protecció social.
Espanya ocupa la cinquena posició en nombre de passatgers, encara que el creixement anual és enorme en els últims anys. Només a Barcelona, cada anys hi arriben entre dos i tres milions de creueristes. Contribueixen a la massificació del turisme i problemes de capacitat de les atraccions principals. Veus crítiques hi veuen una bíblica plaga de llagostes.  El 2015, les principals companyies de creuers del món eren Carnival Corporation, Royal Caribbean, Norwegian Cruise Line Holdings i MSC Cruisers.
Entre els vaixells de passatgers del món anglosaxó, hi ha Titanic, Queen Mary, Queen Elizabeth, Liberty of the Seas, Queen Elizabeth 2 i el més recent Queen Mary 2.